# أرماند دوبلانتيس
أرماند دوبلانتيس (مواليد 10 نوفمبر 1999) هو لاعب قفز زانة سويدي أمريكي المولد حصل على عدة ميداليات أبرزها حصوله على ذهبيتين بالألعاب الأولمبية طوكيو 2020 وباريس 2024 كما أنه صاحب الرقم العالمي الحالي للقفز بالزانة بارتفاع 6.25 متر، الذي حققه في أولمبياد باريس 2024 ونال عليه الميدالية الذهبية